# Polyommatus sagratrox
Polyommatus sagratrox és una espècie de lepidòpter papilionoïdeu de la família dels licènids (Lycaenidae) endèmica de Sierra Nevada.

## Taxonomia
Polyommatus sagratrox es va descriure originalment com una espècie, tot i que sovint se l'ha considerada una subespècie de Polyommatus golgus, espècie endèmica de Sierra Nevada. Estudis recents de morfologia, ecologia i comportament han confirmat el seu status com a espècie diferenciada de Polyommatus golgus.

## Distribució
Endèmica del Sistema Subbètic del sud-est de la península Ibèrica, on és present a les províncies de Granada i Jaén. A la província de Granada es troba a les serres de La Sagra, de Guillimona i Seca, mentre que a la província de Jaén es coneix del nord de la Sierra de la Cabrilla i oest de la Sierra de Las Empanadas, al sud de la Sierra de Segura.

## Descripció
Longitud de l'ala anterior d'entre 11 i 16 mm. Marcat dimorfisme sexual per la diferent coloració de l'anvers. El mascle presenta l'anvers de color blau cel brillant amb un marge negre molt prim. La femella té l'anvers de color marró, amb diverses taques taronges prop del marge, que poden ser absents en l'ala anterior i pot tenir una escamació blava a la part basal. Revers semblant en ambdós sexes, amb el fons de color gris marronós en el mascle i marró grogós pàl·lid en la femella. L'ala anterior presenta una sèrie de punts negres vorejats de blanc que formen un arc a la part exterior i un altre punt negre aïllat més proper a la base. Ala posterior amb una sèrie de punts negres similars als de l'ala anterior, més d'altres més propers a la base i disposats irregularment, junt amb una franja de taques taronges properes al marge en ambdues ales.

## Hàbitat
Vessants secs i amb molt pendent on la vegetació és escassa i de poca alçada sobre substrat calcari. Rang altitudinal des dels 1900 m fins als 2350 m. L'eruga s'alimenta d'una subespècie de la vulnerària endèmica del Sistema Subbètic, concretament d'Anthyllis vulneraria subsp. microcephala.

## Període de vol i hibernació
Vola en una generació entre finals de juny i finals de juliol. Hiberna com a eruga.

## Comportament
La femella pon els ous d'un en un a les fulles de la seva planta nutrícia, de les quals les erugues s'alimenten. Es tracta d'una espècie mirmecòfila, les erugues de la qual s'associen amb les formigues Tapinoma nigerrinum o Lasius niger.

## Conservació
Es tracta d'una espècie amb una àrea de distribució molt restringida, la qual està amenaçada per la 
sobrepastura i pel canvi climàtic, ja que aquest darrer té com a conseqüència el desplaçament de les poblacions a zones de major alçada. Aquest fet provocaria la reducció de l'àrea de distribució, podent causar, a llarg termini, la seva extinció.

## Espècies ibèriques similars
- Polyommatus golgus